# غوس ميلر
غوس ميلر (بالإنجليزية: Gus Miller)‏ هو صحفي وسياسي أسترالي، ولد في 26 نوفمبر 1852، وتوفي في 20 أكتوبر 1918. حزبياً، نشط في حزب العمال الأسترالي. وقد انتخب عضو الجمعية التشريعية نيو ساوث ويلز.